# Schweineorgel

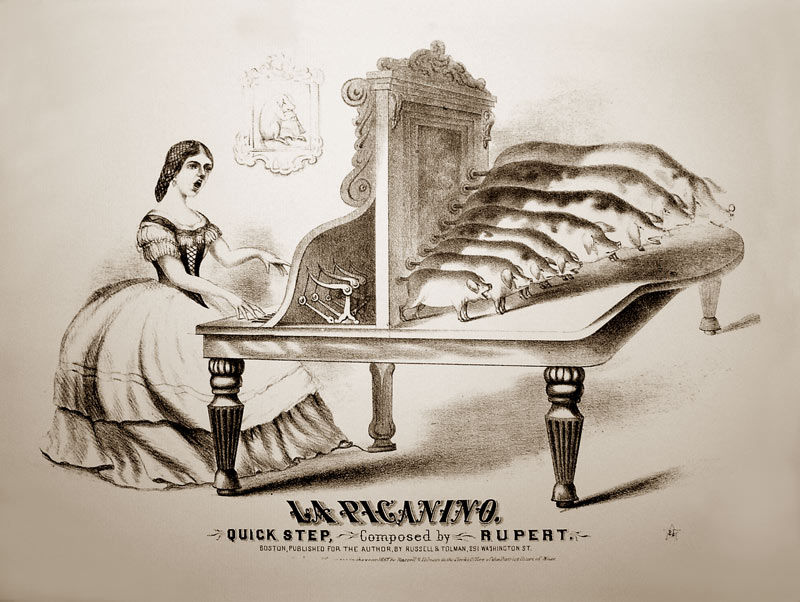
Deckblatt-Illustration zur Druckausgabe von La Piganino, 1867

Die Schweineorgel (franz. l’orgue à cochons) ist ein fiktives Musikinstrument, bei dem die Töne durch quiekende Schweine erzeugt werden. Einer Legende nach wurde das Instrument im Auftrag von Ludwig XI. entwickelt, worüber Wolfgang Caspar Printz 1690 in Historische Beschreibung der edelen Sing- und Kling-Kunst berichtete. Der Organist und Orgelbauer Jacob Adelung schrieb 1758, dass die Katzen- und Schweinsorgeln zu nichts anderem dienten, als dass sie Gelächter erzeugten. Die Tiere würden in enge Behältnisse gesteckt, ihre Schwänze in eingeschnittene Öffnungen geklemmt und beim Anschlagen einer stacheligen Taste würden die Tiere zum Schreien gebracht werden.

## Geschichte
Ludwig XI. (1423–1483) soll einen Abbé de Baigne mit der Konstruktion eines solchen Instruments beauftragt haben, in der Annahme, dies sei ein Ding der Unmöglichkeit. Der Abbé de Baigne, der für die Erfindung neuer Musikinstrumente bekannt war, soll den Auftrag gegen Bezahlung angenommen haben. Die sogenannte harmonye de pourceaux soll aus einer Reihe von Schweinen unter einem Samtbezug bestanden haben, die nach Alter geordnet waren. Eine hölzerne Klaviatur betätigte Metallspitzen, die gegen die Schweine stießen und sie zum Quieken brachten. Der 60 Jahre nach Ludwigs Tod 1545 gedruckten Legende zufolge fanden der König und seine Gesellschaft Gefallen an dem Instrument.

## Rezeption
Die Schweineorgel diente möglicherweise als Inspiration für das 1867 veröffentlichte amerikanische Lied La Piganino, das italienische Einflüsse in der Amateurmusik und Populärkultur satirisch verarbeitete. Das auf dem Deckblatt des Notenblatts dargestellte Instrument wurde auch als Hog Harmonium, Swineway oder Porko Forte bezeichnet. In einer Szene des französischen Films Le Libertin (2000) stellt ein Baron eine ähnliche Schweineorgel vor, bei der die Töne durch Zerren an den Schwänzen der Tiere erzeugt werden.

## Weitere fiktive Tierinstrumente
Ein weiteres Beispiel für die angebliche Verwendung von lebenden Tieren zur musikalischen Tonerzeugung ist Athanasius Kirchers Katzenklavier. Im Sketch Musical Mice (,Musikalische Mäuse‘) der britischen Komikergruppe Monty Python dienten nach ihrer Tonlage angeordnete, mit einem Holzhammer angeschlagene Mäuse als „Mäuseorgel“. Dieser Sketch war sowohl in der Fernsehserie Monty Python’s Flying Circus, als auch im Kinofilm Monty Python’s And Now for Something Completely Different (‚Monty Pythons wunderbare Welt der Schwerkraft‘) zu sehen. In der Fernsehserie Die Muppet Show trat regelmäßig die Puppe Marvin Suggs mit seinem Muppaphone, zu Stabspielen aufgereihten Kreaturen, auf, die auf jeden Schlag mit „au“ in jeweils eigener Tonhöhe reagierten.

## Weitere Begriffsverwendungen
Der Begriff „Schweineorgel“ wird auch als abwertende Bezeichnung für das Akkordeon, das Harmonium oder die Hammondorgel verwendet, aber auch für die im Vergleich zur Hammondorgel schlichter klingenden Instrumente beispielsweise von Vox oder Farfisa.